# La biblioteca de los libros rechazados
La biblioteca de los libros rechazados, La biblioteca de los libros olvidados o El misterio del Sr. Pick (título original en Francia: Le Mystère Henri Pick)  es una película francesa dirigida por Rémi Bezançon basada en el libro homónimo de David Foenkinos.

## Sinopsis
Una joven editora descubre en una biblioteca donde atesoran libros descartados una novela escrita por Henri Pick, un pizzero fallecido dos años antes. Según su viuda, Pick nunca leyó un libro y lo único que escribió en su vida fue la lista de la compra. Cuando la novela se convierte en best-seller, un crítico literario escéptico se une a la hija de Pick para esclarecer el misterio.

## Elenco
- Fabrice Luchini : Jean-Michel Rouche
- Camille Cottin : Joséphine Pick
- Alice Isaaz : Daphné Despero
- Bastien Bouillon : Fred Koskas
- Astrid Whettnall : Inès de Crécy
- Josiane Stoléru : Madeleine Pick
- Marc Fraize : Jean-Pierre Gourvec
- Marie-Christine Orry : Magali Roze
- Vincent Winterhalter : Gérard Despero
- Louis Descols : Vicomte d'Archiac
- Philypa Phoenix : Wendy Bellamy
- Annie Mercier : Bénédicte Le Floch
- Florence Muller : Brigitte Rouche
- Hanna Schygulla : Ludmila Blavitsky
- Lyes Salem : productor